# Décrets des 4, 6, 7, 8 et 11 août 1789
Ordonnance du 27 juin 1787
Abolition de la corvée Décret du 15 mars 1790
Abolition des droits seigneuriaux et possibilité de racheter les autres droits féodaux
Par les décrets des 4, 6, 7, 8 et 11 août 1789 (nommés aussi  décret du 4 août - 21 septembre 1789,,, puis finalement  décret du 4 août - 3 novembre 1789), l'Assemblée nationale a aboli les privilèges féodaux,,. Elle déclare « détruire entièrement le régime féodal ». Plus précisément : 
- sont abolis sans indemnité : la main-morte réelle et personnelle (Article 1er), la servitude personnelle (Article 1er), l'exclusivité seigneuriale sur les colombiers (Article 2) et la chasse (Article 3), l'exclusivité sur l'accès à certaines professions (Article 11), les justices seigneuriales (Article 4), les dîmes (Article 5), la vénalité des offices (Article 7), les privilèges particuliers de provinces (Article 10) ainsi que la pluralité des bénéfices (Article 14) ;
- sont considérés comme rachetables : « les autres droits féodaux ou censuels » (Article 1er), les « autres dîmes » (Article 5.), les rentes foncières perpétuelles (Article 6) et les champarts (Article 6).

Par ailleurs, le roi Louis XVI est proclamé « Restaurateur de la liberté française » (Article 17).
Le 26 août l'Assemblée promulgue la Déclaration des droits de l'homme et du citoyen de 1789.

### Les conditions du tiers état devenues insupportables

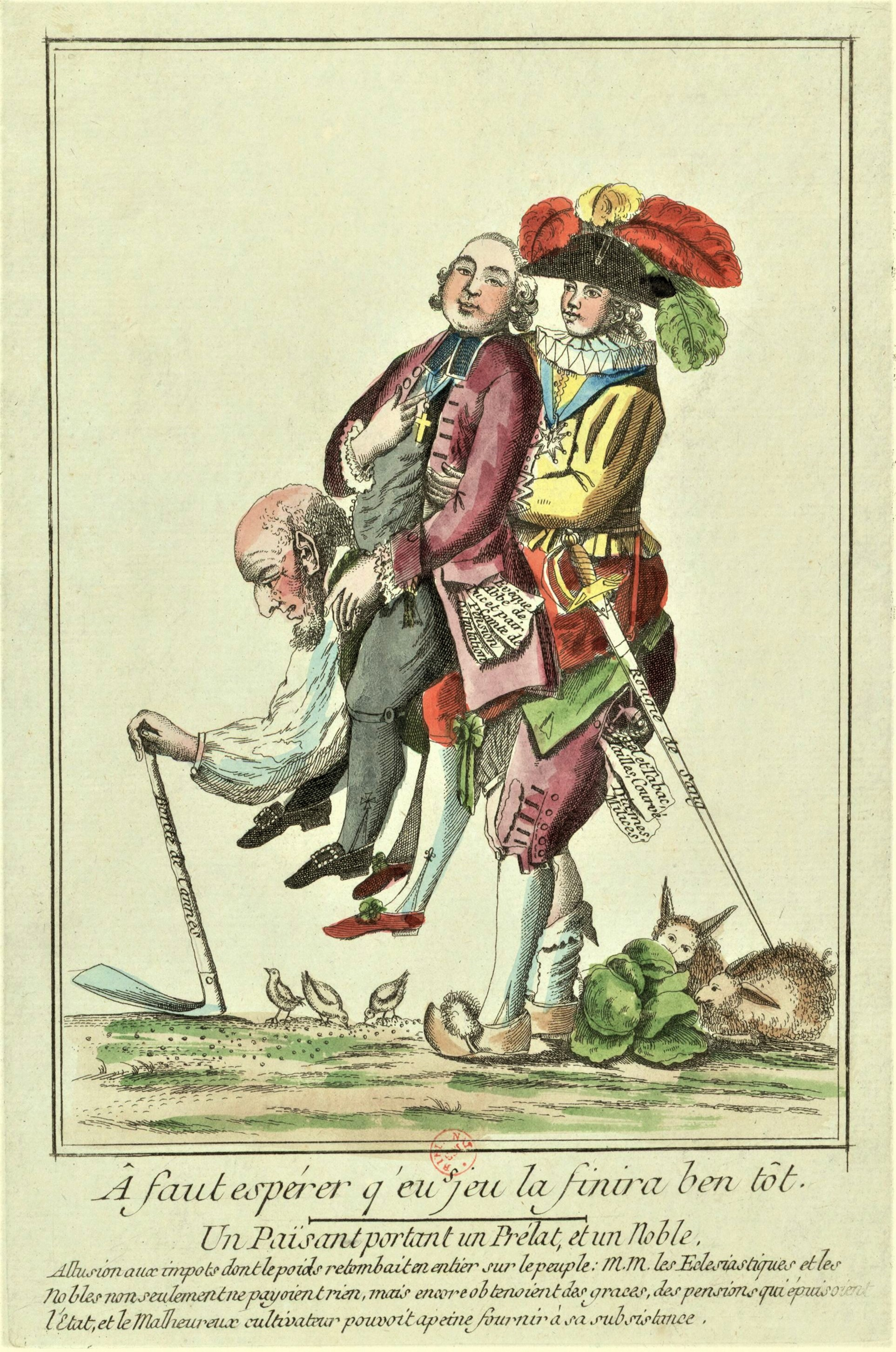
Eau-forte en couleur intitulée : « Â faut espérer q'eu s jeu la finira ben tôt »
Un païsan portant un Prélat et un Noble.
Allusion aux impôts dont le poids retombait en entier sur le peuple : M.M. les Eclésiastiques et les Nobles non seulement ne payoient rien, mais encore obtenoient des graces, des pensions qui épuisoient l'Etat et le Malheureux cultivateur pouvoit a peine fournir à sa subsistance.
Caricature anonyme, Paris, mai 1789

## Contexte

### Une entrée en vigueur difficile
L'abolition du régime féodal avait certainement été prononcée par les décrets que l'Assemblée nationale constituante avait pris les 4, 6, 7, 8 et 11 août 1789, et dont l'article premier commençait par la disposition suivante : « L’Assemblée nationale détruit entièrement le régime féodal. » Mais ces décrets ne pouvaient pas « faire loi par eux-mêmes » : il fallait encore qu'ils fussent sanctionnés par le roi, et envoyés, de son ordre exprès, aux tribunaux et aux corps administratifs, pour être transcrits sur leurs registres. C'est ce que l'Assemblée nationale constituante elle-même reconnaît le 14 septembre 1789, et c'est pourquoi elle prend, le même jour, un décret portant « que M. le président se retirera par-devers le roi, pour présenter à S. M. les arrêtés des 4, 6, 7, 8 et 11 août dernier [...], pour lesdits décrets être sanctionnés ». En exécution de ce décret du 14 septembre, ceux des 4 août et jours suivants seront présentés, le lendemain même, 15 septembre, à la sanction du roi.
Le 18 septembre, une longue lettre du roi est remise et lue à l'Assemblée nationale constituante. Elle contient des observations sur chacun des articles des décrets dont la sanction était réclamée. Le résultat de ces observations est que le roi ne peut pas, quant à présent, sanctionner ces décrets, parce qu'ils ne forment que le texte de lois qui étaient encore à faire. On y remarque notamment une forte répugnance à sanctionner l'abolition pure et simple du régime féodal, même lorsqu'elle serait expliquée et développée par des lois de détail.

« J'invite, écrit Louis XVI, l'Assemblée nationale à réfléchir si l'extinction du cens et des droits de lods et ventes convient véritablement au bien de l'État ; ces droits, les plus simples de tous, détournent les riches d'accroître leurs possessions de toutes les petites propriétés qui environnent leurs terres, parce qu'ils sont intéressés à conserver le revenu honorifique de leur seigneurie. Ils chercheront, en perdant ces avantages, à augmenter leur consistance extérieure par l'étendue de leurs possessions foncières ; et les petites propriétés diminueront chaque jour ; cependant il est généralement connu que leur destruction est un grand préjudice pour la culture. »

L'Assemblée nationale constituante ne prend pas le change sur le but secret de ces observations. Les regardant comme des prétextes mis en avant pour ajourner indéfiniment la promulgation officielle de ses décrets et, par ce moyen, en neutraliser les dispositions principales, elle prend, le 19 septembre, un décret qui charge son président « de se retirer sur-le-champ par-devers le roi, pour le supplier d'ordonner incessamment la Promulgation des arrêtés des 4 août et jours suivants, assurant à S. M. que l'Assemblée nationale, lorsqu'elle s'occuperait des lois de détail, prendrait dans la plus grande et la plus respectueuse considération, les réflexions et observations que le roi a bien voulu lui communiquer ».
De la nouvelle démarche prescrite par ce décret résulte une lettre du roi, du 20 septembre, à l'Assemblée nationale. Voici comment elle était conçue :

« Vous m'avez demandé, le 15 de ce mois, de revêtir de ma sanction vos arrêtés du 4 août et jours suivants ; je vous ai communiqué les observations dont ces arrêtés m'ont paru susceptibles : vous m'annoncez que vous les prendrez dans la plus grande considération, lorsque vous vous occuperez de la confection des lois de détail qui seront la suite de vos arrêtés. Vous me demandez en même temps de promulguer ces mêmes arrêtés : la promulgation appartient à des lois rédigées et revêtues de toutes les formes qui doivent en procurer immédiatement l'exécution ; mais comme je vous ai témoigné que j'approuvais l'esprit général de vos arrêtés, et le plus grand nombre des articles en leur entier ; comme je me plais également à rendre justice aux sentiments généreux et patriotiques qui les ont dictés, je vais en ordonner la publication dans tout mon royaume. La nation y verra, comme dans ma dernière lettre, l'intérêt dont nous sommes animés pour son bonheur et pour l'avantage de l’État ; et je ne doute point, d'après les dispositions que vous manifestez, que je ne puisse, avec une parfaite justice, revêtir de ma sanction toutes les lois que vous décréterez sur les divers objets contenus dans vos arrêtés. »

Cette lettre distingue clairement deux choses qu'il était facile, pour l'Assemblée nationale constituante, de confondre à première vue, mais que le conseil de Louis XVI, comme la suite le prouvera, avait discernées parfaitement : elle fait la distinction entre la promulgation et la publication.
L'Assemblée nationale avait demandé la promulgation des décrets du 4 août. Le roi répondait ou, du moins, il laissait entendre qu'il ne pouvait pas les promulguer, et il en donnait sur-le-champ la raison : c'est que la promulgation appartenait à des lois rédigées et revêtues des formes qui devaient en procurer immédiatement l'exécution. Cependant, il ajoutait qu'il allait en ordonner la publication dans tout son royaume, c'est-à-dire qu'il aller les faire connaître, mais sans employer aucune des formes requises pour les faire exécuter immédiatement.
L'Assemblée nationale constituante ne s'aperçoit pas du piège qui lui est adroitement tendu par le ministère. Elle applaudit, dans sa séance du 21 septembre, à la nouvelle lettre du roi et, le même jour, Louis XVI met au bas de l'expédition des décrets du 4 août, un ordre ainsi conçu : « Le roi ordonne que les susdits arrêtés seront imprimés, pour la Publication en être faite dans toute l'étendue de son royaume. »
Un mois se passe avant que l'Assemblée nationale constituante soit informée que cette publication n'a pas été faite dans le sens qu'elle y avait d'abord attaché ; qu'à la vérité, les décrets du 4 août ont été imprimés à l'Imprimerie royale, mais qu'il n'en a été adressé officiellement aucun exemplaire aux tribunaux ni même aux municipalités. De là, le décret du 20 octobre 1789, portant que « les arrêtés des 4 août et jours suivants, dont le roi a ordonné la publication, seront envoyés aux tribunaux, municipalités et autres corps administratifs, pour y être transcrits sur leurs registres, sans modification ni délai, et être lus, publiés et affichés ». Le même décret ordonne que le Garde des sceaux soit mandé « pour rendre compte des motifs du retard apporté à la publication et promulgation de ces décrets ».
Dès le lendemain, le Garde des sceaux satisfait à la disposition de ce décret qui le concerne. Il se présente à la séance de l’Assemblée nationale et, après lui avoir fait observer qu’elle n'avait réglé que par un décret du 5 octobre la forme de la promulgation et de l’envoi des décrets sanctionnés ou approuvés par le roi, il ajoute : « C'est par cette raison que vos célèbres arrêtés du 4 août et jours suivants ont été imprimés à l'Imprimerie royale, avec l'ordre signé du roi, qui en ordonne l'impression et la publication [...] ; il ne m'est pas connu que vous ayez jamais demandé au roi d'adresser vos arrêtés, soit aux tribunaux, soit aux municipalités. Cependant je crois être sûr que MM. les secrétaires d'État en ont envoyé dans toutes les provinces avec profusion. » S'expliquer ainsi, c'était bien avouer que les décrets du 4 août n'avaient pas encore reçu le sceau d'une promulgation légale, et c'est ce que le ministre reconnaît expressément dans la suite de son discours, en disant : « Dans les formes anciennes, les lois ne s'adressent qu'aux seuls tribunaux ; et la publicité qui est la suite de leur enregistrement, suffit pour astreindre légalement tous les corps et tous les particuliers à l'observation des lois. »
Ces explications sont, pour l'Assemblée nationale constituante, de nouveaux motifs de persister dans le décret qu'elle avait rendu la veille, pour faire ordonner l'envoi des décrets du 4 août aux tribunaux, ainsi qu'aux municipalités. Cet envoi sera enfin ordonné par des lettres patentes du 3 novembre 1789.
Que résulte-t-il de tous ces détails ? Une chose fort simple : c'est que les décrets du 4 août 1789 ne sont devenus lois que par la promulgation qui en a été faite en exécution des lettres-patentes du 3 novembre suivant. Et c'est ce que l'Assemblée nationale constituante elle-même déclare par l'article 33 du titre 2 de son décret du 15 mars 1790, explicatif de l'abolition du régime féodal prononcée par les décrets du 4 août : « Toutes les dispositions ci-dessus, y est-il écrit, auront leur effet, à compter du jour de la publication des lettres-patentes du 3 novembre 1789. »

## Texte
Merci de procéder au transfert en conservant l'historique. 

### Article1er
L'Assemblée nationale détruit entièrement le régime féodal. Elle décrète que, dans les droits et les devoirs tant féodaux que censuels, ceux qui tiennent à la main-morte réelle ou personnelle, et à la servitude personnelle, et ceux qui les représentent, sont abolis sans indemnité ; et tous les autres sont déclarés rachetables, et le prix et le mode de rachat seront fixés par l'Assemblée nationale. Ceux desdits droits qui ne sont points supprimés par ce décret continueront néanmoins d'être perçus jusqu'au remboursement.

### Article 2
Le droit exclusif des fuies et colombiers est aboli. Les pigeons seront enfermés aux époques fixées par les communautés durant lequel temps, ils seront regardés comme gibier, et chacun aura le droit de les tuer sur son terrain.

### Article 3
Le droit exclusif de la chasse ou des garennes ou vertes est pareillement aboli, et tout propriétaire a le droit de détruire ou faire détruire, seulement sur ses possessions, toute espèce de gibier, sauf à se conformer aux lois de police qui pourront être faites relativement à la sûreté publique. Toutes les capitaineries même royales, et toutes réserves de chasse, sous quelque dénomination que ce soit, sont pareillement abolies ; et il sera pourvu, par des moyens compatibles avec le respect dû aux propriétés et à la liberté, à la conservation des plaisirs personnels du Roi. M. le président est chargé de demander au Roi le rappel des galériens et des bannis pour simple fait de chasse, l'élargissement des prisonniers actuellement détenus, et l'abolition des procédures existantes à cet égard.

### Article 4
Toutes les justices seigneuriales sont supprimées sans aucune indemnité, et néanmoins les officiers de ces justices continueront leurs fonctions jusqu'à ce qu'il ait été pourvu par l'Assemblée nationale à l'établissement d'un nouvel ordre judiciaire.

### Article 5
Les dîmes de toute nature, et les redevances qui en tiennent lieu, sous quelques dénominations qu'elles soient, connues et perçues, même par abonnement, possédées par les corps séculiers et réguliers, par les bénéficiers, les fabriques, et tous les gens de main-morte, même par l'ordre de Saint-Jean de Jérusalem, et d'autres ordres religieux et militaires, même celles qui auraient été abandonnées à des laïques, en remplacement et pour option de portions congrues, sont abolies, sauf à aviser aux moyens de subvenir d'une autre manière à la dépense du culte divin, à l'entretien des ministres des autels, au soulagement des pauvres, aux réparations et reconstructions des églises et presbytères, et à tous les établissements, séminaires, écoles, collèges, hôpitaux, communautés et autres, à l'entretien desquels elles sont actuellement affectées. Et cependant, jusqu'à ce qu'il y ait été pourvu, et que les anciens possesseurs soient entrés en jouissance de leur remplacement, l'Assemblée nationale ordonne que lesdites dîmes continueront d'être perçues suivant les lois et en la manière accoutumée. Quant aux autres dîmes, de quelque nature qu'elles soient, elles seront rachetables de la manière qui sera réglée par l'Assemblée ; et jusqu'au règlement à faire à ce sujet, l'Assemblée nationale ordonne que la perception en sera aussi continuée.

### Article 6
Toutes les rentes foncières perpétuelles, soit en nature, soit en argent, de quelque espèce qu'elles soient, quelle que soit leur origine, à quelques personnes qu'elles soient dues, gens de maimorte, domanistes, apanagistes, ordre de Malte, seront rachetables ; les champarts de toute espèce, et sous toutes dénominations le seront pareillement, au taux qui sera fixé par l'Assemblée. Défense seront faites de plus à l'avenir de créer aucune redevance non remboursable.

### Article 7
La vénalité des offices de judicature et de municipalité est supprimée dès cet instant. La justice sera rendue gratuitement. Et néanmoins les officiers pourvus de ces offices continueront d'exercer leurs fonctions et d'en percevoir les émoluments jusqu'à ce qu'il ait été pourvu par l'Assemblée aux moyens de leur procurer leur remboursement.

### Article 8
Les droits casuels des curés de campagne sont supprimés, et cesseront d'être payés aussitôt qu'il aura été pourvu à l'augmentation des portions congrues et à la pension des vicaires, et il sera fait un règlement pour fixer le sort des curés des villes.

### Article 9
Les privilèges pécuniaires, personnels ou réels, en matière de subsides, sont abolis à jamais. La perception se fera sur tous les citoyens et sur tous les biens, de la même manière et de la même forme ; et il va être avisé aux moyens d'effectuer le payement proportionnel de toutes les contributions, même pour les six derniers mois de l'année de l'imposition courante.

### Article 10
Une constitution nationale et la liberté publique étant plus avantageuses aux provinces que les privilèges dont quelques-unes jouissaient, et dont le sacrifice est nécessaire à l'union intime de toutes les parties de l'empire, il est déclaré que tous les privilèges particuliers de provinces, principautés, pays, cantons, villes et communautés d'habitants, soit pécuniaires, soit de toute autre nature, soient abolis sans retour, et demeureront confondus dans le droit commun de tous les Français.

### Article 11
Tous les citoyens, sans distinction de naissances, pourront être admis à tous les emplois et les dignités ecclésiastiques, civiles et militaires, et nulle profession utile n'emportera dérogeance.

### Article 12
À l'avenir il ne sera envoyé en cour de Rome, en la vice-légation d'Avignon, en la nonciature de Lucerne, aucuns deniers pour annales ou pour quelque cause que ce soit ; mais les diocésains s'adresseront à leurs évêques pour toutes les provisions de bénéfices et dispenses, lesquelles seront accordées gratuitement, nonobstant toutes réserves, expectatives et partages de mois, toutes les églises de France devant jouir de la même liberté.

### Article 13
Les déports, droits de cotte-morte, dépouilles, vacat, droits censaux, deniers de Saint-Pierre, et autres du même genre établis en faveur des évêques, archidiacres, archiprêtres, chapitres, curés primitifs et tous autres, sous quelque nom que ce soit, sont abolis, sauf à pourvoir, ainsi qu'il appartiendra, à la dotation des archidiaconés et des archiprêtres qui ne seraient pas suffisamment dotés.

### Article 14
La pluralité des bénéfices n'aura plus lieu à l'avenir, lorsque les revenus du bénéfice ou des bénéfices dont on sera titulaire excèderont le somme de 3 000 livres. Il ne sera pas permis non plus de posséder plusieurs pensions sur bénéfices, ou une pension et un bénéfice, si le produit des objets de ce genre que l'on possède déjà excède la même somme de 3 000 livres.

### Article 15
Sur le compte qui sera rendu à l'Assemblée nationale de l'état des pensions, grâces et traitements, qu'elle s'occupera, de concert avec le Roi, de la suppression de celles qui seraient excessives, sauf à déterminer à l'avenir une somme dont le Roi pourra disposer pour cet objet.

### Article 16
L'Assemblée nationale décrète qu'en mémoire des grandes et importantes délibérations qui viennent d'être prises pour le bonheur de la France, une médaille sera frappée, et qu'il sera chanté en actions de grâces un « Te deum » dans toutes les paroisses et églises du royaume.

### Article 17
L'Assemblée nationale proclame solennellement le Roi Louis XVI Restaurateur de la liberté française.

### Article 18
L'Assemblée nationale se rendra en corps auprès du Roi, pour présenter à Sa Majesté l'arrêté qu'elle vient de prendre, lui porter hommage de sa plus respectueuse reconnaissance, et la supplier de permettre que le « Te deum »  soit chanté dans sa chapelle, et d'y assister elle-même. L'assemblée nationale s'occupera, immédiatement après la constitution, de la rédaction des lois nécessaires pour le développement des principes qu'elle a fixés par le présent arrêté, qui sera incessamment envoyé par MM. Les députés dans toutes les provinces, avec le décret du 10 de ce mois, pour y être imprimé, publié même au prône des paroisses, et affiché partout où besoin sera.

## Portée et limites
Le décret du 4 août affirme l'abolition des privilèges féodaux, mais ne mentionne pas précisément, : 
- la signification de la « destruction du régime féodal »,
- les conditions d'applications des 18 articles,
- la liste complète des droits considérés comme rachetables,
- les changements apportés aux « autres droits féodaux ou censuels »

C'est pourquoi l'Assemblée nationale va donner ultérieurement naissance au décret du 15 mars 1790. Ce dernier va lui-même faire l'objet de précisions à travers :
- le décret du 3 mai 1790 (Définition des conditions de rachats des droits féodaux),
- le décret du 3 juillet 1790 (Définition des conditions de rachats des autres droits féodaux)
- le décret du 13 avril 1791 (Abolition de droits seigneuriaux et définition de rachat des autres droits féodaux),
- le décret du 15 juin 1791 (Définition des conditions de rachats des droits seigneuriaux rachetables),
- le décret du 18 juin 1792 (Abolition des droits casuels sans titre primitif d'inféodation),
- le décret du 20 août 1792 (Définition des conditions de rachats des droits casuels rachetables) et
- le décret du 25 août 1792 (Abolition du principe « nulle terre sans seigneur »).

Dans le décret du 17 juillet 1793, l'Assemblée nationale va finalement déclarer l'abolition de tous les privilèges féodaux sans indemnité en contrepartie.

## Sources et références
1. ↑  Jean-Baptiste Duvergier, Collection complète des lois, décrets, ordonnances, règlemens avis du Conseil d'état, publiée sur les éditions officielles du Louvre, Paris, A. Guyot et Scribe, 1834
2. 1 2 3  Lepec, Bulletin annoté des lois, décrets et ordonnances : depuis le mois de juin 1789 jusqu'au mois d'aout 1830 : 16 volumes in 8, Volume 1, Dupont, 1834
3. 1 2  Assemblée nationale, Journal des débats et des décrets, Volume 27, Paris, Imprimerie nationale, 1790
4. ↑  Jean-Baptiste Duvergier, Collection complète des lois, décrets ordonnances, réglemens et avis du Conseil d'État, Paris, Guyot, 1824
5. ↑  Louis Marie de Lahaye de Cormenin, Droit administratif, Volume 1, Paris, Pagnerre, 1840
6. ↑  Joseph André Rogron, Les cinq codes expliqués par leurs motifs, par des exemples, et par la jurisprudence, avec la solution, sous chaque article, des difficultés, ainsi que des principales questions que présente le texte, la définition des termes de droit, et la reproduction des motifs de tous les arrêts-principes, Bruxelles, Société typographique belge, 1841
7. 1 2  Université de Perpignan, Abolition du régime féodal, consulté le 13/11/2016
8. ↑  Imprimerie royale, Lettre du roi à l'Assemblée nationale, Versailles, le 18 septembre 1789. Réponse du roi à l'Assemblée nationale du 20 septembre 1789. Décrets de l'Assemblée Nationale, Des 4, 6, 7, 8 et 11 août 1789, Imprimeur du roi, 1789
9. ↑  Alphonse Aulard, La Révolution française et le régime féodal, Paris, Librairie Félix Alcan, 1919